# 上見附駅
上見附駅（かみみつけえき）は、かつて新潟県見附市に存在した、越後交通栃尾線の駅である。1975年（昭和50年）4月1日、栃尾線の全線廃止により廃駅となった。駅舎は構内跡地とともに長らく越後交通見附営業所社屋およびバスターミナルとして利用されたが、建物の老朽化と営業所の機能縮小により2003年（平成15年）に解体された。駅跡地は越後交通が分譲する住宅地となっている（2023年現在）。

## 歴史
- 1915年（大正4年）2月14日 - 浦瀬 - 栃尾が栃尾鉄道として開通したことに伴い開業。当時の初代駅舎は現・見附市双葉町地内に存在した（後述）[1][2]。
- 1919年（大正8年）12月25日[注釈 1] - 駅舎を市街地寄りに移転。移転直後は見附町内を流れる刈谷田川・見渡橋のたもと、南岸（左岸）側にあったが[注釈 2][2]、ほぼ同時期に開始された河川改修工事の完成後は同川の北岸（右岸）側となる。詳細は後述（スイッチバックと刈谷田川橋梁）。
- 1956年（昭和31年）11月20日 - 社名変更により栃尾電鉄上見附駅となる。
- 1960年（昭和35年）10月1日 - 栃尾電鉄の3社合併により越後交通上見附駅となる。
- 1965年（昭和40年） - 道路建設に伴い、駅が南側へ約40m移動[4]。駅舎も移転し、三代目となる。
- 1973年（昭和48年） - 当駅から栃尾駅の区間が廃止。これに伴いスイッチバック駅の役割を終える。
- 1975年（昭和50年）4月1日 - 全線廃止に伴い廃止。

## 現状

周辺のバス路線図。現在もバスの運行拠点となっている。

旧駅舎が取り壊されたのち、越後交通見附バスセンターが設置され、案内所業務のみ継続。1998年、バスセンターは西側に移転し(従って現在のバスターミナルは駅跡地ではない)、旧駅跡は売却され住宅地となっている。旧駅の位置にある時代から車庫機能はなく、待機所機能のみ残っているが、停留所としての名前は「上見附車庫前」のままとなっている。

## 隣の駅
越後交通
越後交通栃尾線
名木野駅 - 上見附駅 - 明晶駅

## スイッチバックと刈谷田川橋梁

### 初代駅舎

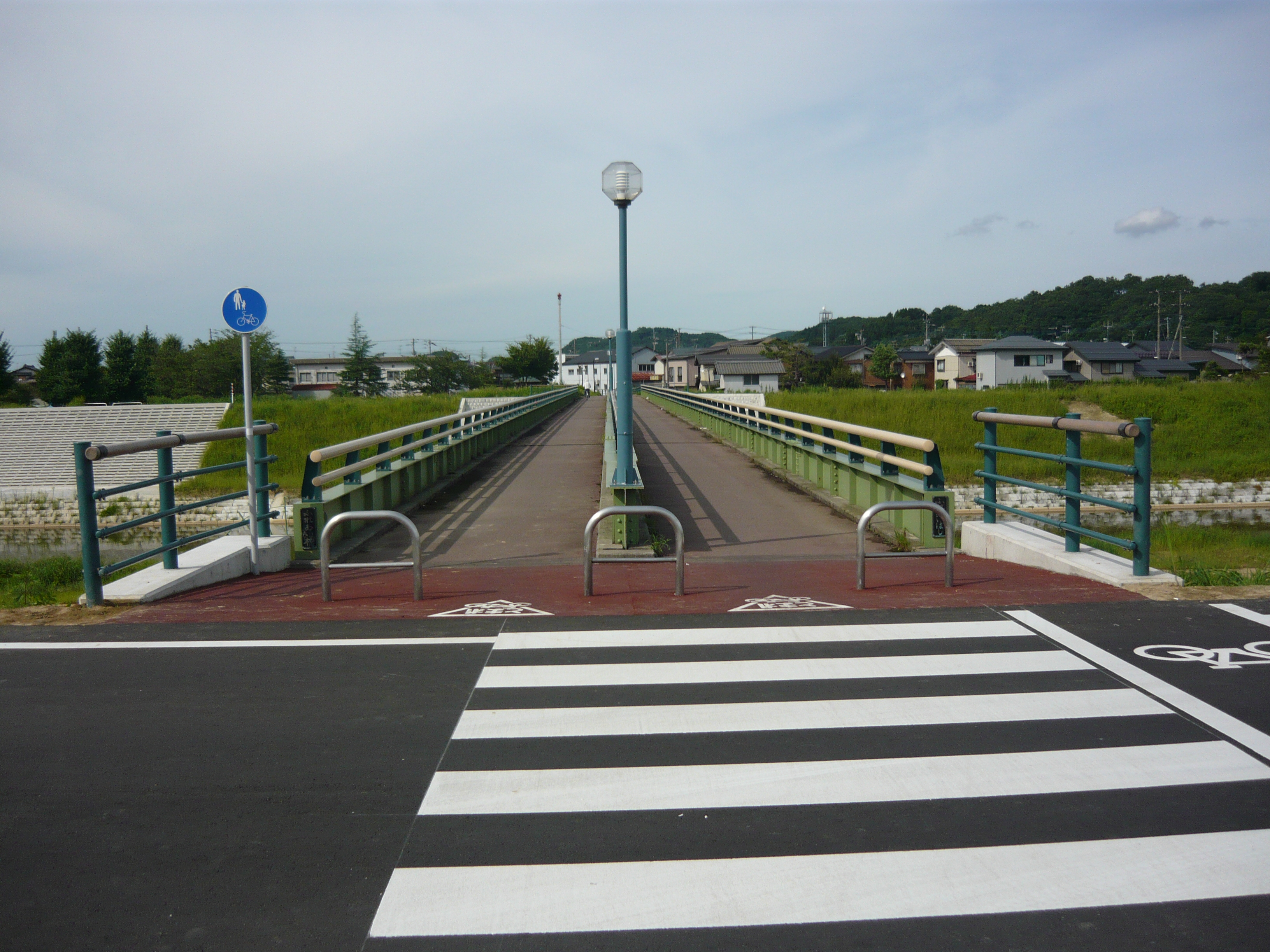
「ふれあい橋」。写真奥が上見附方。左がかつての長岡方面、右が栃尾方面の線路に相当する。

当駅は当初、耳取 - 明晶中間地点、旧北谷村役場の位置する名木野集落付近に通常の中間駅として計画された。しかし、人口の多い見附町民からの強い要望と、増収を期待する鉄道側の思惑が合致し、開業前年の臨時株主総会にて見附町寄りに設置するよう修正された。また、地形の制約により頭端式のスイッチバック駅として開業した。
のちに、初代駅跡地（見附市双葉町、北緯37度31分4.9秒 東経138度55分21秒 / 北緯37.518028度 東経138.92250度）には案内板が設置された。河川改修された刈谷田川が近傍を流れ、周囲の地形は当時と大きく変化している。
| ｢大正三年八月廿三日の臨時株主総会に於て、新保より長岡市迄線路延長が決議されて新計画を建てるに至った。当時の書類により鉄道線路の概要を摘記すれば左の如し。 （中略） 而して線路は下長岡停車場より（中略）北谷村大字名木野に至り上見附駅に達す。同駅はさきに名木野本村の入口の方に設置する計画なりしも、見附町方面多数旅客の利便と会社営業上の利害とに省み、同方面に接近せる場所を選定せり。而して同駅は刈谷田川の流域に障害せられ普通の設計に拠り難きを以て引込線（スヰッチバック）とし且つ列車の保安上の設備を全からしめん為め連動装置を施すことと為せり。｣ |
| —小川金治郎 著 『小林友太郎翁伝』p.86 |

| ｢本鉄道発起目論見書には起点古志郡富曽亀村大字新保より終点栃尾町に至る迄延長 11哩20鎖に対し、資本金30万円、則 1哩の建設費 2万6194円67銭とし、創立に着手せしが、軽便鉄道としては可成部落に接近し、中間駅に於て貨客を吸収する方有利なるべしと思料し、其方針に依り線路を選定し実測を遂げ、且上見附駅停車場を見付町（原文ママ）の人家に接近せしむるため引込線の設計を用ゆることとなせし結果、距離に於て 1哩17鎖50節を増加し、12哩37鎖50節となり（延長線の長 1哩10鎖50節にして全線 13哩6分となる）、且牛ケ嶺隧道（長527 フィート、工費約3万円、軌間 3フィート6インチの設計）開削の必要を生じ、加ふるに重要なる橋梁拱渠は将来の利益を慮りて永久的工事を施し、上見附停車場には其筋の内命に依り列車運転上の保安設備を完全にせんため第一種連動装置を施したる等、創立当初の計画に比し線路の延長も増加し、設計の数量実質共に増加せしため、勢ひ工費の不足を免れず、当事者の頗る苦慮せし処なり。｣ |
| —栃尾鉄道株式会社 著 『栃尾鉄道案内』追補 p.5 |

### 駅移転と刈谷田川改修工事
さらに当駅を見附町内に近づけるべく、1919年（大正8年）に駅移転工事が完成。この結果、路線長は往復で 1マイル（約 1.6 km）延長された。分岐点より北側の延長区間については単線並列が採用された。また、当駅移転により駅間距離が伸びる長岡方面には名木野駅が新設されることとなったが、実現したのは戦後、1953年（昭和28年）のことである。なお、名木野駅の開業にあたっては比較的近い明晶駅の廃止も検討されたが、結果として存続となっている。
同年、頻繁に氾濫が発生していた刈谷田川の河川改修が開始された。見附市街に大きく食い込んでいた河川の流路が直線状に改められることとなり、新河道を渡るための刈谷田川橋梁が建設された。
旧河道については完全に埋め立てられぬまま、湿地帯・沼地として長らく残され、昭和30年代に入り見附市（1954年町から昇格）の主導により再開発計画が始動した。それに併せて当駅よりさらに北、本町方面への延伸も計画されたが住民からの反発を受け、さらに越後交通への経営統合もあいまって計画は消滅した。

### 廃線跡
橋梁は廃線後も長らくそのままとされていたが、平成に入ってから歩行者専用の「ふれあい橋」として架け替えられた。7.13水害の後には栃尾線と同水害について書かれた看板が名木野方の袂に設置されていたが、2014年までに撤去されている。
初代駅舎付近の路盤跡については、自転車道・刈谷田サイクリングロードとして整備されている。